# North Pickenham
North Pickenham è un villaggio e parrocchia civile dell'Inghilterra, appartenente alla contea del Norfolk.